# Chiloplacus saccatus
Chiloplacus saccatus är en rundmaskart. Chiloplacus saccatus ingår i släktet Chiloplacus, och familjen Cephalobidae. Arten är reproducerande i Sverige.